# Andreas Buberl
Andreas Buberl (29. listopadu 1832 Kynšperk nad Ohří – 3. července 1907 Františkovy Lázně) byl rakouský a český lékař a politik německé národnosti, na konci 19. století poslanec Českého zemského sněmu.

## Biografie
Vystudoval gymnázium v Chebu a pak lékařskou školu Josephinum ve Vídni. Získal doktorát z medicíny. Pak byl vojenským lékařem. Později působil jako lázeňský lékař (balneolog).
Byl aktivní ve veřejném a politickém životě. V 80. letech 19. století se zapojil i do zemské politiky. V doplňovacích zemských volbách v září 1887 byl zvolen na Český zemský sněm za městskou kurii (obvod Vildštejn, Kynžvart, Hazlov, Falknov). Byl tehdy jediným německým kandidátem, který porazil oficiálního kandidáta německého volebního výboru, a na sněm tak vstoupil coby nezávislý německý poslanec. Mandát zde obhájil i v řádných volbách v roce 1889. Tehdy je již uváděn jako německý liberál (takzvaná Ústavní strana, později Německá pokroková strana).
Františkovy Lázně a rodný Kynšperk mu udělily čestné občanství. Byl mu také udělen Řád Františka Josefa. Jeho manželkou byla Franczisca Cartellieri (12. 11. 1843 Cheb  – 7. 3. 1925 Vídeň ). Měli tři syny. Leonhard Buberl (5. 11. 1868 Františkovy Lázně – 17. 8. 1927) působil jako lékař ve Vídni, Paul Buberl byl odborníkem na umění ve Vídni a Friedrich Buberl (12. 9. 1884 Františkovy Lázně  – 12. 1. 1968 Vídeň  Archivováno 19. 4. 2021 na Wayback Machine.) byl inženýrem.
Zemřel v červenci 1907 ve Františkových Lázních, kde se konal i pohřeb.